# Vespazijan I. Gonzaga
Vespazijan I. Gonzaga Colonna (rojen 6. decembra 1531 v Fondiju, umrl 26. ali 27. februarja 1591 v Sabbionetii) je bil italijanski plemič iz stranske veje družine Gonzaga iz Mantove. Od leta 1568 do 1578 je bil v Španiji svetovalec Filipa II., od leta 1571 podkralj Navarre in od 1575 podkralj Valencie. Gradil je trdnjave. Zgradil je tudi citadelo Pamplona in poskrbel za obrambo mest Alicantein Peñíscola. Od leta 1554 naprej je Vespazijan I. Gonzaga spremenil lombardski kraj Sabbioneta v sodobno, idealno trdnjavsko mesto, v katerem je prebival. Leta 1585 ga je Filip II. odlikoval z redom zlatega runa.

## Otroštvo in mladost
Vespazijan, ime, ki ustreza rimskemu cesarju, je izhajal iz stranske veje družine Gonzaga iz Mantove. Bil je sin Luigija Gonzage in Isabelle Colonna iz visoke rimske aristokracije. Po očetovi zgodnji smrti je zanj skrbela teta Julija Gonzaga, njegova mati pa se je poročila z nekdanjim veleposlanikom v Neaplju in cesarskim generalom Filipom di Lanojem. Julija Gonzaga je bila lepa in izobražena, na njenem dvoru so se srečevali člani neapeljske visoke družbe in umetniki. Mladi Vespazijan je dobil odlično humanistično izobrazbo. Leta 1540 je umrl Vespazijanov dedek Ludovico, ki mu je zapustil Sabbioneto, njegovo kasnejšo rezidenco, in antično zbirko. Vespazijan je bil poslan v Valladolid v Španijo zaradi nadaljnjega izobraževanja na kraljevem dvoru, na katerem je postal častni družabnik 17-letnega infanta (kraljevega sina) Filipa (kasneje kralja Filipa II.). Vespazijan je tri leta preživel na dvoru Habsburžanov in bil odlično izobražen v matematiki in arhitekturi, kar se je izrazilo pri nadaljnjih gradbenih dejavnostih. Imel je dobre odnose s cesarjem in Filipom. Leta 1548/49 je spremljal Filipa na potovanju v Nemčijo in Italijo. 

## Prva poroka
Leta 1549 se je poročil z Diano Folch de Cardona iz španske aristokratske družine. Poroka mu je prinesla naslov signore in nekatera posestva na Siciliji. V letih 1551 in 1552 je sodeloval v cesarski vojni proti Turkom, nato pa proti francoskemu kralju Henriku II. V boju proti Franciji se je pokazal kot pameten strateg in je bil imenovan za generalnega kapetana imperialnih sil v Italiji. Po vrnitvi iz vojne je začel urejati kraj svojega kasnejšega stalnega prebivališča, to je Sabbionetto. Leta 1554 se je v majhnem kraju začela obsežna gradbena dejavnost, ki je trajala do njegove smrti. Leta 1555 je začel novo vojno: skupaj z vojvodo Albo je bil proti papežu Pavlu IV., ki se je povezal s Francozi, Firencami in Ferraro proti cesarju. Leta 1558 je zaradi zaslug v Bruslju dobil španski naslov grande. Po miru s Francijo se je leta 1559 vrnil v Sabbioneto. Istega leta je njegova žena Diana umrla menda zaradi krvavitve v možganih. Širile so se govorice, da je bila  ujeta z ljubimcem in so jo zaprli in nato zastrupili.

## Druga poroka
Leta 1564 se je Vespazijan poročil s hčerko vojvode Aragonije, Ano Aragonsko. Povezava s kraljevsko hišo Aragonije je bila velika zmaga za Vespazijana, saj je bila Ana tudi sestrična Filipa II. v petem kolenu. Ana Aragonska je umrla po treh letih zakona leta 1567.

## Kariera in tretja poroka
Po smrti druge žene se je Vespazijan v celoti osredotočil na svojo kariero pod kraljem Filipom II. Bil je podkralj Navare v letih 1571/72, nato je delal v severni Afriki in od 1575 do 1578 je bil podkralj v Valencii. Medtem ko je bil v Navari in Valencii, je tudi širil mesta. V Navari je razširil utrdbe v mestih Pamplona in San Sebastian in kot podkralj Valencie zgradil dva nova bastijona v Pegniscoli. Ideje je prinesel tudi v Sabbioneto. Leta 1575 ga je cesar Rudolf II. imenoval za vojvodo. Leta 1580 je njegov edini sin Luigi umrl, po govoricah po očetovi krivdi. Vojvoda je postal depresiven in je prekinil svojo vojaško kariero. Leta 1582 se je poročil z Magharito Gonzaga, hčerko Cesareja I. Gonzage. Vendar pa nista imela otrok, ni jih imel niti v svojem prvem zakonu. Njegov edini otrok je bila Isabella, ki se je leta 1584 poročila z Luigijem Caraffo, princem Stigliana (v Bazilikati). Leta 1585 ga je kralj Filip II. odlikoval z redom zlatega runa (toson d'oro).  Vespazijan je umrl 1591, star 60 let. 

## Sabbioneta
Sabbioneta je bila nepomembna vasica blizu Mantove. Njeno ime pomeni "peščeno (latinsko sabbia) zemljišče, zgrajeno na kopnem". Vespazijan je želel zgraditi renesančno idealno mesto. Sabbioneto je nasledil leta 1540 od svojega dedka Ludovica. Med Vespazijanovo mladoletnostjo je bil njegov varuh kardinal Ercole in Ferrante Gonzaga je poskrbel za vladanje v Sabbioneti. Po poroki z Diano de Cardona je Vespazijan preselil svoje prebivališče in začel prva gradbena dela. Po smrti žene se je posvečal Sabbioneti in osebno skrbel za širitev mesta. Leta 1562 je odredil prisilno preselitev prebivalcev okolice v novo mesto. V istem letu je bila odprta tudi Akademija humanističnega izobraževanja, ki jo je vodil Mario Nizzoli. Vespazijan si je prizadeval pripeljati učenjake na svoj dvor in zaradi sorazmerno visokega deleža izobraženih moških so Sabbioneto sodobniki imenovali tudi piccola Atene. Leta 1575 je bil Vespazijan imenovan za vojvodo, Sabbioneta pa je dobila mestne pravice, ki jih je podelil cesar Maksimilijan II.. V zadnjih letih se je Vespazijan v celoti osredotočil na gradbene dejavnosti v Sabbioneti, ki pa je po njegovi smrti izgubila svoj pomen  Okoli 1590 zgrajeno gledališče je v Sabbioneti skupaj z Olimpijskim gledališčem najstarejša stavba v Evropi. Zgrajena je po načrtih  Vincenza Scamozzija.